# Тадуэй, Томас
Томас Тадуэй (англ. Thomas Tudway; ок. 1650 или 1656 — 23 ноября 1726) — английский музыкант и композитор.

## Биография
Стал певчим в Королевской часовне вскоре после Реставрации, а 22 апреля 1664 получил место тенора в хоре Св. Георгия, Виндзор, затем органистом Королевского колледжа в Кембридже, где выступал в качестве старшего среди певчих во время празднования Рождества Христова с 1679 до лета 1680 года. Также был органистом в Пемброк-колледже и университетской церкви святой Марии.
В 1704 году стал вторым профессором музыки в Кембриджском университете. Составленный им шеститомный сборник духовных сочинений наиболее выдающихся английских композиторов (70 месс и 244 гимна 85 композиторов, в том числе 19 гимнов его собственного сочинения) находится в Британском музее. Тадуэй написал много духовных сочинений, в своё время пользовавшихся большим уважением. Тадуэй, в свою очередь, с огромным уважением относился к Генри Пёрселлу, называя его величайшим из английских композиторов.